# Quintus Sertorius
Pour l’article homonyme, voir Sertorius (Corneille).
Quintus Sertorius, né vers 126 av. J.-C. à Nursie en Sabine (au nord-est de Rome) et mort en 72 av. J.-C. à Osca en Hispanie, est un magistrat de l'époque de la République romaine qui souleva toute l'Hispanie contre la dictature de Sylla.

## Grand général de la République
Sertorius est issu d'une famille « assez distinguée » du pays sabin, il « perdit son père en bas âge, et fut très bien élevé par sa mère, qu'il aima toujours avec une extrême tendresse ».
Après s'être fait une réputation à Rome comme juriste et orateur, il entame une carrière militaire. Il fait sa première campagne sous les ordres du proconsul Quintus Servilius Caepio en 105 av. J.-C. contre les Teutons. Il est blessé au cours de la terrible défaite d'Arausio (aujourd'hui Orange) et doit traverser le Rhône à la nage pour rejoindre ses lignes. Il participe ensuite à la seconde campagne contre les Teutons menée par le consul Caius Marius en 102 av. J.-C. Il se porte alors volontaire pour s'infiltrer comme espion dans les rangs ennemis, ce qui lui vaut la reconnaissance de son courage et la confiance de Marius. Il participe ensuite à la grande victoire d'Aquæ Sextiæ.
Il sert comme tribun des soldats en Hispanie sous les ordres de Titus Didius en 97 av. J.-C. pour réprimer la révolte des Celtibères. Alors qu'il hiverne à Castulo, les soldats romains commettent de tels abus contre les habitants de la cité qu'une révolte éclate. Sertorius parvient à s'échapper, rallie les survivants et massacre les rebelles, ce qui le « rendit célèbre dans toute l'Espagne ».
Dès son retour à Rome en 91 av. J.-C., au début de la Guerre sociale, il est nommé questeur en Gaule cisalpine pour lever des troupes. Il participe activement aux combats durant lesquels il perd un œil. Sa bravoure lui vaut alors une grande popularité auprès du peuple.

## Un des chefs du parti marianiste
Alors qu'à son retour à Rome il aurait dû être élu tribun de la plèbe, la faction de Sylla s'y oppose. Rancunier, il se rallie à Marius et au parti des populares (bien qu'il ait une très mauvaise opinion de l'homme Marius).
Quand Marius prend le pouvoir en 87 av. J.-C. après le départ de Sylla en Orient, il assiste aux horribles massacres organisés par Marius et Cinna, même s'il paraît avoir fait son possible pour en atténuer les atrocités. Avec le retour d'Orient de Sylla, en 83 av. J.-C., Sertorius part en Espagne, sans ordres précis.

## Guerre en Hispanie
Il dut se replier en Afrique à la suite de l'avance des forces de Sylla dans les Pyrénées ; il mena une campagne en Maurétanie où il défit l'un des généraux de Sylla et prit Tingis (l'actuelle Tanger). Ce succès le fit reconnaître des peuples d'Espagne, plus particulièrement des tribus des Lusitaniens, dans l'ouest, opprimés par les généraux et gouverneurs du parti de Sylla.
Brave, humain et doué pour l'éloquence, Sertorius était fait pour les impressionner favorablement, et les milices locales, qu'il organisa, le qualifièrent de « nouvel Hannibal ». De nombreux fugitifs et déserteurs romains le rejoignirent, et avec ceux-ci et ses volontaires espagnols, il vainquit près de Lacobriga (78 avant J.-C.) un général de Sylla et chassa Quintus Caecilius Metellus Pius, qui venait spécialement de Rome contre lui, de Lusitanie ou Hispanie ultérieure comme la nommaient les Romains.
Sertorius devait la plupart de ses succès à ses talents d'homme d'État. Son but fut de construire un gouvernement stable dans la région avec le soutien et la coopération du peuple, qu'il voulait « civiliser » sur le modèle romain. Il établit un Sénat de 300 membres, choisis parmi les émigrants romains avec une poignée de l'élite locale, et s'entoura d'une garde du corps espagnole. Pour les enfants des principales familles locales il créa une école à Osca (Huesca), où ils reçurent une éducation romaine et furent même vêtus comme les jeunes Romains. De plus il introduisit l'usage du latin comme langue administrative, ce qui fait de lui à maints égards le père des langues hispano-romanes, particulièrement le portugais.
Il était strict et sévère avec ses troupes. Lui-même, selon Plutarque, ne s'enivrait jamais, pouvait marcher de longues distances et se contentait de peu de nourriture. Néanmoins, il portait une attention particulière au peuple en général, et allégeait les charges autant que possible. Il semble évident qu'il avait un don particulier pour déclencher l'enthousiasme chez les tribus et l'on comprend facilement comment le fameux faon blanc, cadeau d'un autochtone, qui l'accompagnait continuellement et qui était supposé lui transmettre les conseils de la déesse Diane, accrut sa popularité.
On peut dire qu'il gouverna l'Espagne pendant six années. En 77 av. J.-C., il fut rejoint par Marcus Perperna (ou Perpenna) Vento venant de Rome, avec une suite de nobles romains, et la même année Pompée fut envoyé pour le vaincre. Sertorius se révéla supérieur à ses adversaires et écrasa leurs forces réunies alors aux environs de Sagonte. Pompée écrivit à Rome pour demander des renforts, sans lesquels, écrivit-il, lui et Metellus Pius seraient expulsés d'Espagne.
Sertorius était allié avec les pirates de la Méditerranée, négociait avec Mithridate et avait des contacts avec les esclaves révoltés en Italie. Mais les jalousies entre les officiers romains sous ses ordres et les chefs autochtones ne lui permirent pas de conserver sa position, et son influence sur les tribus déclina. À partir de 75 av. J.-C., tout en continuant à remporter quelques victoires, il ne cessa de reculer et de s'affaiblir, au point de ne plus guère tenir que la Lusitanie. En 72 av. J.-C., il fut assassiné au cours d'un banquet : il semble que Perperna Vento en fut l'instigateur.

## Postérité
La vie de Sertorius inspira à Pierre Corneille une pièce de théâtre éponyme, créée et publiée en 1662 : Sertorius. 
Sertorius est considéré comme un héros national au Portugal, après Viriatus.

### Fonds anciens
- Plutarque, Vie de Sertorius et Vie de Pompée ;
- Florus, Abrégé de l'Histoire romaine, Livre III, XXIII,
- Appien, Bell. civ. and Hispanica ;
- les fragments de Salluste ;
- Dion Cassius, XXXVI.

### Ouvrages modernes
- (es) María José Bernárdez et Juan Carlos Guisado Di Monti, « Sertorio en guerra. Nuevos datos sobre las guerras civiles romanas en el entorno de Caraca », dans E. Gamo, J. Fernández et D. Álvarez, En ningún lugar. Caraca y la romanización de la Hispania interior, Diputación de Guadalajara, 2019.
- (en) Philip O. Spann, Quintus Sertorius and the Legacy of Sulla, University of Arkansas Press, 1987, 280 p..
- (de) Adolf Schulten, Sertorius, Leipzig, Dieterich, 1926.
- (en) « Quintus Sertorius », dans Encyclopædia Britannica [détail de l’édition], 1911 (lire sur Wikisource).